# Les malheurs de Madame Durand
Les malheurs de Madame Durand è un cortometraggio del 1906.

## Trama
Madame Durand va a fare una passeggiata, il marito prima che esca gli raccomanda di stare attenta. Passeggiando per la strada, mentre legge il giornale si imbatte in una banda di bambini intenti a giocare. Continuando la sua passeggiata ma molto assorbita dalla sua lettura non si accorge che un bastone tenuto sotto braccio da un signore si ferma davanti a lei, il bastone rompe il giornale ed entra nell'occhio di Madame Durand. Continuando per la sua strada va a sedersi su una panchina per riparare le calze del marito, ma sulla stessa panca c'è un vecchio commerciante di palloncini che si era addormento; ogni volta che Madame Durand tirerà il suo ago, farà scoppiare un palloncino. Madame Durand, riprende a camminare e sempre distratta cade in una fogna aperta. Gli operai che non si sono accorti di nulla chiudono la fogna col tombino e vanno via. Madame Durand, impaurita cerca una via di uscita vagando in questo labirinto puzzolente; fino a quando stanca si addormenta in un angolo.

## Proiezioni[1]
1. Festival Phono-Ciné-Gazette, Sala Trocadero, Parigi, 13.5.1906

## Fonti[1]
- Henri Bouquet: Oggetto del Supplemento di aprile-maggio 1906
- Susan Dalton: Film Pathé Brothers - Supplemento. Parigi: Pathé, aprile-maggio, 1906., p 007-008
- Fratelli Pathé: I film di Pathé produzione (1896-1914), Volume 1, p 137
- Film dei fratelli Pathé. Parigi: Pathé, 1907, p. 063
- Cinematographi Pathé fratelli - Parigi, Milano, 1907, p 041
- Henri Bousquet, Catalogo Pathé degli anni 1896-1914
- Bures-sur-Yvette, Edizioni Henri Bousquet, 1994-2004